# 方廷 (明尼蘇達州)
方廷（英語：Fountain）是一個位於美國明尼蘇達州菲爾莫爾縣的城市。

## 人口
根據2020年美國人口普查的數據，方廷的面積為2.57平方千米，當中陸地面積為2.57平方千米，而水域面積為0.00平方千米。當地共有人口409人，而人口密度為每平方千米159人。